# Jan Maijenbuurt

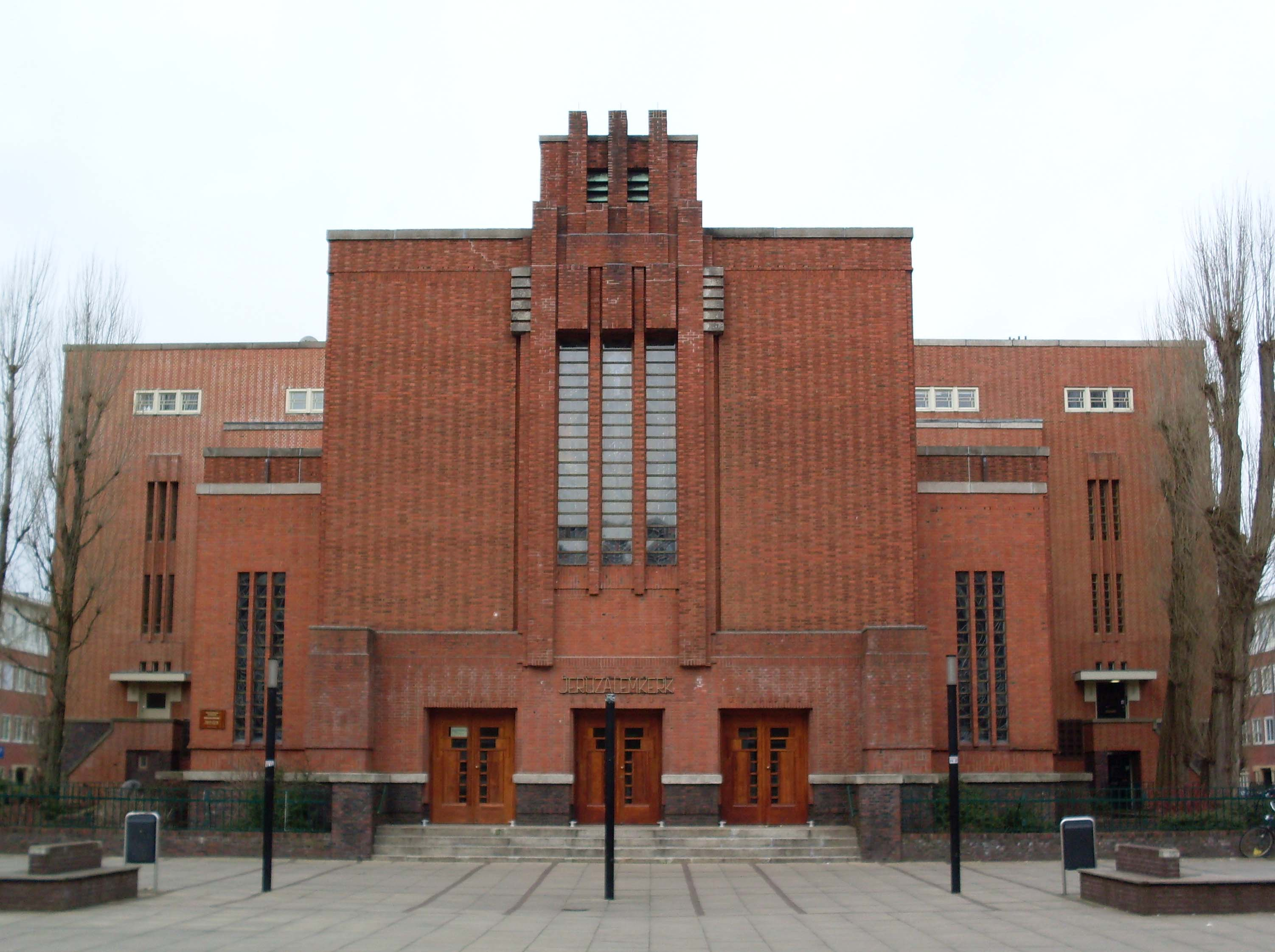
de Jeruzalemkerk, een protestantse kerk uit 1928-'29, staat in het midden van de Jan Maijenbuurt.

De Jan Maijenbuurt is een buurt in Amsterdam-West (tussen 1990 en 2010 Stadsdeel De Baarsjes) en is vernoemd naar de Jan Maijenstraat, vernoemd naar de 17e-eeuwse Nederlandse zeevaarder Jan May (Jan Jacobsz. May van Schellinkhout). Het eiland Jan Mayen is ook naar hem vernoemd.
De buurt ligt tussen de Jan Evertsenstraat, Hoofdweg, Jan van Galenstraat en Admiralengracht. De Jan Maijenbuurt is gebouwd in de jaren twintig van de 20e eeuw. De straten in deze wijk zijn genoemd naar Europese ontdekkingsreizigers.
Bekend gebouw in de buurt: de Jeruzalemkerk, een protestantse kerk uit 1928-'29. Hiertegenover ligt de Jan Maijenschool, evenals de kerk gebouwd in de stijl van de Amsterdamse School.